# Bistum Yongjia

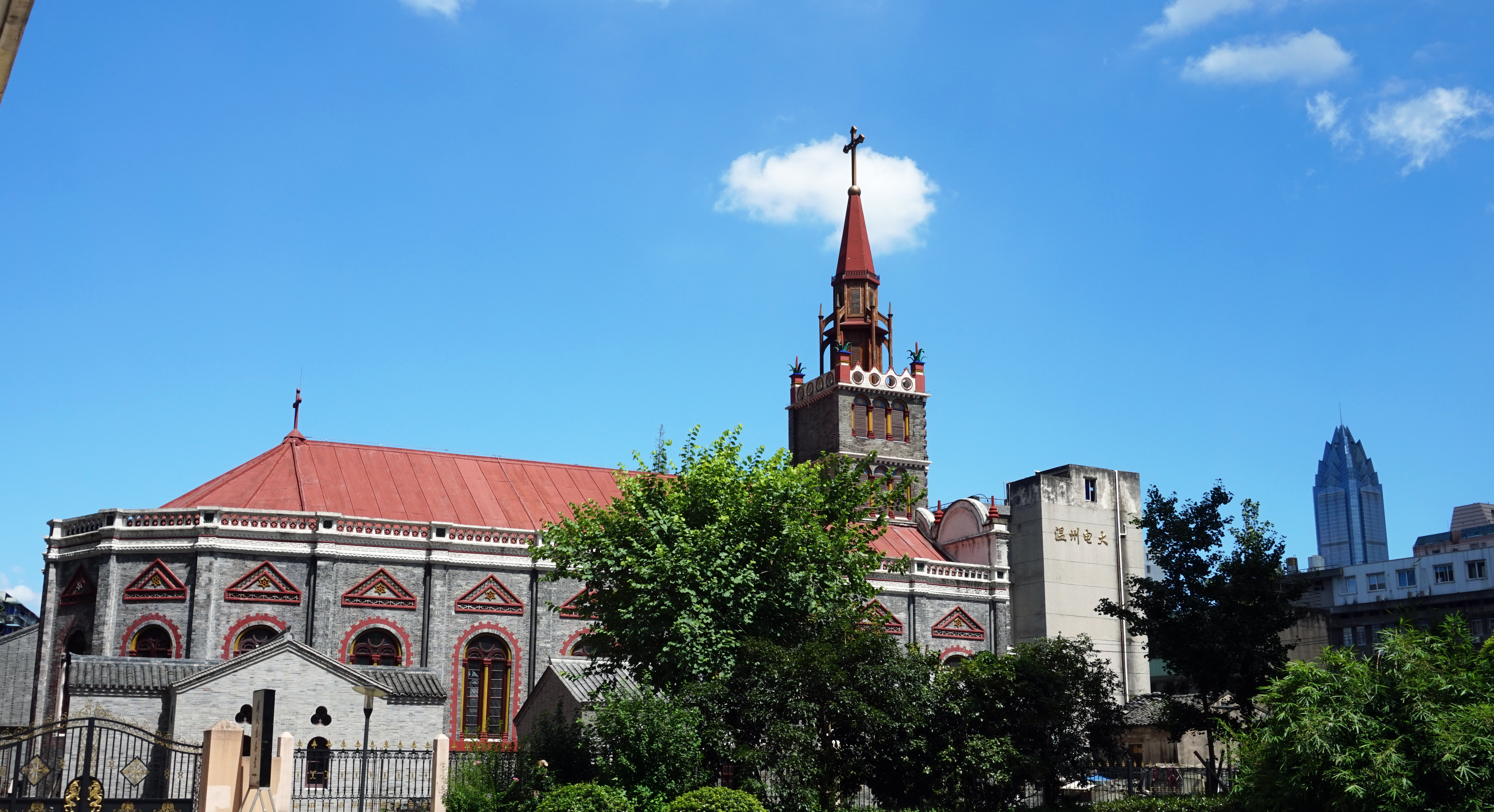
St. Paul Kathedrale

Das Bistum Yongjia (lat.: Dioecesis Iomchiavensis) ist ein römisch-katholisches Bistum mit Sitz in Yongjia in der Volksrepublik China.

## Geschichte
Papst Pius XII. gründete es mit der Bulle Ecclesiasticas in catholico am 3. März 1949 aus Gebietsabtretungen des Bistums Ningbo. Aufgrund der nachfolgenden Ereignisse, der Machtübernahme der Kommunisten, war der Heilige Stuhl nicht in der Lage, einen Bischof das Bistum zu ernennen, sodass es bis 1992 von einem Apostolischen Administrator verwaltet wurde. 1992 wurde James Lin Xili zum Bischof ernannt, der mehrmals von der Polizei verhaftet wurde, verbrachte die letzten Jahre im Gefängnis, Hausarrest und im Krankenhaus. Er starb am 4. Oktober 2009. Sein Tod war eine Gelegenheit für eine Annäherung zwischen den patriotischen und offiziellen Katholiken der Diözese und den illegalen Katholiken. Der bereits 2009 geheim geweihte Vincent Zhu Wei-fang übernahm im Dezember 2010 die Leitung des Bistums. Der bereits 2007 geheim zum Koadjutorbischof geweihte Shao Zhu-min konnte erst mit dem Tod Zhus im September 2016 die Nachfolge antreten. Seither wurde Shao Zhu-min bis zum November 2018 mindestens fünfmal von Polizisten verschleppt.

## Bischöfe von Yongjia
- André-Jean-François Defebvre CM (1950–1951) (Apostolischer Administrator)
- Paul Su Pai-lu (15. Juni 1951–1980) (Apostolischer Administrator)
- James Lin Xili (1992–4. Oktober 2009) (Untergrundbischof)
- Vincent Zhu Wei-fang (23. Dezember 2010–7. September 2016)[2]
- Peter Shao Zhu-min (seit 7. September 2016)